# Hephaestion flavicornis
Hephaestion flavicornis är en skalbaggsart som beskrevs av Philippi F. och Philippi R. 1864. Hephaestion flavicornis ingår i släktet Hephaestion och familjen långhorningar. Inga underarter finns listade i Catalogue of Life.